# Hans Kreysing

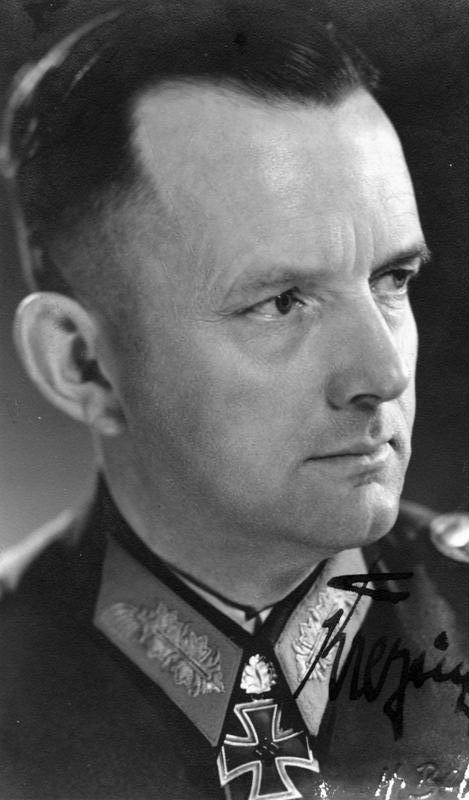
Hans Kreysing (vor April 1944)

Adolf Hugo Hans Kreysing (* 17. August 1890 in Göttingen; † 14. April 1969 in Oldenburg (Oldenburg)) war ein deutscher General der Gebirgstruppe im Zweiten Weltkrieg.

## Leben
Hans Kreysing war ein Sohn des preußischen Oberstleutnants Maximilian Kreysing (1859–1914) und dessen Ehefrau Elisabeth, geborene Grieffenhagen. Er trat nach dem Abitur 1909 in das Hannoversche Jäger-Bataillon Nr. 10 der Preußischen Armee in Goslar ein. Im Ersten Weltkrieg kämpfte Kreysing in Südtirol, in Serbien bis an die griechische Grenze. 1916 wurde er als Führer einer Jägerkompanie in der Schlacht um Verdun schwer verletzt. Am 27. Januar 1918 wurde Kreysing noch zum Hauptmann befördert. Ab dem 27. Oktober 1918 führte er das Reserve-Jäger-Bataillon Nr. 10. Für sein Wirken während des Krieges erhielt er neben beiden Klassen des Eisernen Kreuzes das Ritterkreuz des Königlichen Hausordens von Hohenzollern mit Schwertern, den Bayerischen Militärverdienstorden IV. Klasse mit Schwertern, das Hanseatenkreuz Hamburg sowie das Verwundetenabzeichen in Schwarz. Die Verbündeten Österreicher ehrten ihn mit dem Militärverdienstkreuz III. Klasse mit der Kriegsdekoration.
Nach dem Waffenstillstand gehörte er ab dem 15. Oktober 1919 als Kompanieführer dem vom letzten Kommandeur des „aktiven“ Jäger-Bataillons (Heinrich Kirchheim) aufgestellten „Freiwilligen Hannoverschen Jägerbataillon“ (auch „Freikorps Kirchheim“) an. 1920 wurde er in die Reichswehr übernommen. Dort wurde er Chef in der 6. Kompanie des 17. Infanterie-Regiments sowie ab 1. April 1929 als Adjutant des Standortkommandanten in Oppeln verwendet. Am 1. Februar 1931 wurde Kreysing zum Major befördert und am 1. Januar 1934 zum Kommandeur des III. Bataillons des 16. Infanterie-Regiments in Oldenburg ernannt. Es folgte die Beförderung zum Oberstleutnant am 1. Juli 1934 und am 15. Oktober 1935 die Übernahme des I. Bataillons in Bremen. Nach seiner Beförderung zum Oberst am 1. August 1936 wurde er schließlich am 6. Oktober 1936 zum Regimentskommandeur ernannt.
Zu Beginn des Zweiten Weltkriegs nahm Kreysing am Überfall auf Polen teil. Anfang Mai 1940 führte er sein Regiment unter Bruch der Neutralität beim Überfall auf die Niederlande. Für einen Luftlandeeinsatz im Raum Waalhaven in Holland wurde ihm als Kommandeur des Infanterie-Regiments 16 am 29. Mai 1940 das Ritterkreuz des Eisernen Kreuzes verliehen. Am 1. Juli 1940 wurde er zum Generalmajor befördert und am 23. Oktober 1940 zum Befehlshaber der 3. Gebirgs-Division ernannt. 1941 wurde die 3. Gebirgs-Division an die Ostfront verlegt und kämpfte an der Eismeerfront, wofür ihn die Verbündeten Finnen mit dem Freiheitskreuz I. Klasse mit Schwertern ehrten. Kreysing nahm an Leningrader Blockade und den Kämpfen bei Millerowo teil, wo es ihm gelang, eine Einschließung zu durchbrechen und dabei mehrere sowjetische Divisionen zu zerschlagen. Daraufhin wurde er am 20. Januar 1943 mit dem Eichenlaub zum Ritterkreuz des Eisernen Kreuzes (183. Verleihung) ausgezeichnet und am 11. November 1943 unter Beförderung zum General der Gebirgstruppe zum Kommandierenden General des XVII. Armeekorps ernannt. Während der von Anfang November 1943 bis Mitte Februar 1944 andauernden Kämpfe im Südabschnitt der Ostfront konnte Kreysing Durchbruchsversuche der Roten Armee verhindern. Er wurde am 18. Februar 1944 im Wehrmachtbericht genannt und erhielt für die Räumung eines Brückenkopfes am 13. April 1944 die Schwerter zum Ritterkreuz des Eisernen Kreuzes mit Eichenlaub (63. Verleihung). Es folgten schwere Kämpfe in den Karpaten, Rumänien und Ungarn. Während der Schlacht um Budapest erhielt Kreysing am 28. Dezember den Oberbefehl über die am Hron-Abschnitt zurückgedrängte 8. Armee.
Nach der Bedingungslosen Kapitulation der Wehrmacht am 8. Mai 1945 schlug er sich in einem 24-tägigen Marsch von Südmähren bis nach Göttingen durch und begab sich in britische Kriegsgefangenschaft. Nach seiner Entlassung 1948 begann Kreysing sich ehrenamtlich im Deutschen Roten Kreuz zu engagieren. Kreysing heiratete am 24. April 1915 die auf Norderney geborenen Ilse Vissering (1895–1968), mit der er die dortige Pension „Villa Ilse“ betrieb.